# 무선 센서 네트워크

무선 센서 네트워크(영어: wireless sensor network, WSN)는 센서를 네트워크로 구성한 것을 말한다. 인간 중심지향적이면서 장소에 구애받지 않고 언제 어디서나 컴퓨팅 환경에 접속할 수 있는 유비쿼터스 패러다임이 확대되면서 전 세계적으로 활발하게 연구되고 있는 기술 중의 하나이다.

## WSN 기술의 특징
- WSN 기술은 크게 RFID 등의 내용을 포함하고 있으며, 모든 사물에 적용되는 임베디드 무선 네트워크 기술이다.
- WSN 관련 소프트웨어 플랫폼으로는 TinyOS, Nano Qplus, Contiki, LiteOS 등이 있으며, 다양한 표준과 프로토콜을 지원한다.
- WSN 관련 표준으로는 IETF의 6LoWPAN[1], ROLL[2], CoRE[3]와 함께 ZigBee[4], Wireless HART[5], ISA 100[6] 등이 있다.
- 2009년을 기준으로 2~3년 후에는 IPv6를 접목한 WSN 기술이 많이 확산될것으로 기대되고 있다. 외국에서는 Internet of Things, 국내에서는 방통위에서 사물통신망이라는 이름으로 법제화 및 표준화를 진행하고 있다

## 응용 사례

### 지역 모니터링
지역 모니터링은 WSN의 흔한 응용 중 하나이다. 지역 모니터링중에서 WSN는 모니터링이 필요한 지역에 배치되어 현상을 모니터링한다. 군사적인 응용으로는, 적군의 침입을 감지하는 시스템을 예로 들 수 있으며, 상업적인 응용으로는 가스나 오일 파이프레인의 지오펜싱 시스템을 예로 들 수 있다.

### 스마트 더스트
스마트 더스트란 먼지 크기의 작은 센서를 물리적 공간에 먼지처럼 뿌려 주위의 정보를 감지하는 기술이다. 비행기로 적지에 침투하여 스마트 더스트를 뿌려 적군의 수, 움직임, 보유 장비등을 체크하고 이를 토대로 전략을 수행할 수 있다.

## WSN 기술의 미래
- 2012~2015년의 가장 큰 이슈는, IPv6 또는 인터넷 기반의 무선센서의 성공여부일 것이다. 지난 수년동안의 노력이 이제는 상용화로 꽃을 피워, 대중화의 길을 걸어야 하는데, 그런 장벽들을 어떻게 극복하느냐가 가장 중요한 항목
- 개별 무선센서에 대한 다양한 기술이 나와 있으나, 시장 확대가 느려지면서 상용화의 어려움을 겪고 있는 상황. 또한 스마트폰을 이용한 서비스가 시대흐름을 잡고 있는 것도 문제중 하나임
- 인터넷에 연결되는 무선센서와 그것을 이용한 가치 창출이 필요함
- IPv6 이던, IPv4 이던, 센서의 인터넷 참여가 적극적으로 이루어져야 하며, 장기적 관점으로 볼때는 IPv6 가 대중화 되는 것이 풍성한 네트워크의 미래를 마련해 줄 것이다.

## 같이 보기
- 나노 큐플러스